# Campionatul Mondial de Atletism din 2023 - Aruncarea ciocanului (masculin)
Proba masculină de aruncare a ciocanului de la Campionatul Mondial de Atletism din 2023 a avut loc în perioada 19-20 august 2023 pe Centrul Național de Atletism din Budapesta, Ungaria.

## Program
Ora este ora Ungariei (UTC+1)
| Dată      | Oră   | Etapă              |
| --------- | ----- | ------------------ |
| 19 august | 12:00 | Calificări Grupa A |
| 19 august | 13:40 | Calificări Grupa B |
| 20 august | 17:50 | Finala             |

## Rezultate

### Calificări
În finală s-au calificat toți sportivii care au aruncat ciocanul la distanța de 77,0m (C) sau cele mai bune 12 performanțe (c).
| Loc | Grupă | Nume                   | Țară                       | Rundă | Rundă | Rundă | Cea mai bună performanță | Note  |
| Loc | Grupă | Nume                   | Țară                       | 1     | 2     | 3     | Cea mai bună performanță | Note  |
| --- | ----- | ---------------------- | -------------------------- | ----- | ----- | ----- | ------------------------ | ----- |
| 1   | A     | Ethan Katzberg         | Canada                     | 81,18 |       |       | 81,18                    | C, RN |
| 2   | B     | Mîhailo Kohan          | Ucraina                    | 76,59 | 78,47 |       | 78,47                    | C     |
| 3   | A     | Bence Halász           | Ungaria                    | 78,13 |       |       | 78,13                    | C     |
| 4   | A     | Wojciech Nowicki       | Polonia                    | 78,04 |       |       | 78,04                    | C     |
| 5   | B     | Paweł Fajdek           | Polonia                    | 77,98 |       |       | 77,98                    | C     |
| 6   | B     | Rudy Winkler           | Statele Unite ale Americii | 75,37 | 77,06 |       | 77,06                    | C     |
| 7   | A     | Daniel Haugh           | Statele Unite ale Americii | x     | x     | 76,64 | 76,64                    | c     |
| 8   | B     | Michail Anastasakis    | Grecia                     | x     | 73,43 | 75,76 | 75,76                    | c     |
| 9   | B     | Eivind Henriksen       | Norvegia                   | 71,61 | 74,37 | 75,37 | 75,37                    | c     |
| 10  | A     | Gabriel Kehr           | Chile                      | 75,10 | 72,88 | 73,63 | 75,10                    | c     |
| 11  | B     | Diego del Real         | Mexic                      | 73,28 | 74,91 | 73,30 | 74,91                    | c     |
| 12  | A     | Adam Keenan            | Canada                     | 74,56 | 72,97 | 73,32 | 74,56                    | c     |
| 13  | B     | Rowan Hamilton         | Canada                     | 71,81 | 70,42 | 74,14 | 74,14                    |       |
| 14  | A     | Christos Frantzeskakis | Grecia                     | 74,05 | 73,30 | x     | 74,05                    |       |
| 15  | B     | Dániel Rába            | Ungaria                    | x     | 71,93 | 73,17 | 73,17                    | SB    |
| 16  | A     | Thomas Mardal          | Norvegia                   | 72,40 | 73,13 | 72,62 | 73,13                    |       |
| 17  | B     | Aaron Kangas           | Finlanda                   | x     | 72,15 | 72,96 | 72,96                    |       |
| 18  | B     | Serghei Marghiev       | Moldova                    | 72,91 | 68,76 | 71,50 | 72,91                    |       |
| 19  | A     | Jerome Vega            | Puerto Rico                | 71,61 | x     | 72,87 | 72,87                    |       |
| 20  | B     | Humberto Mansilla      | Chile                      | 72,32 | 72,80 | 72,01 | 72,80                    |       |
| 21  | B     | Joaquín Gómez          | Argentina                  | 68.66 | 72,77 | 68,57 | 72,77                    |       |
| 22  | A     | Sören Klose            | Germania                   | 72,23 | x     | x     | 72,23                    |       |
| 23  | B     | Yann Chaussinand       | Franța                     | x     | 72,17 | x     | 72,17                    |       |
| 24  | B     | Ragnar Carlsson        | Suedia                     | 70.94 | 72,02 | x     | 72,02                    |       |
| 25  | B     | Donát Varga            | Ungaria                    | x     | x     | 72,02 | 72,02                    |       |
| 26  | B     | Ronald Mencía          | Cuba                       | 71,72 | 70,74 | x     | 71,72                    |       |
| 27  | A     | Alexandros Poursanidis | Cipru                      | 71,63 | x     | 71,58 | 71,63                    |       |
| 28  | B     | Mostafa Elgamel        | Egipt                      | x     | 71,36 | x     | 71,36                    |       |
| 29  | A     | Denzel Comenentia      | Țările de Jos              | 69,46 | x     | 70,16 | 70,16                    |       |
| 30  | A     | Konstantinos Zaltos    | Grecia                     | 69,98 | x     | 69,67 | 69,98                    |       |
| 31  | A     | Alex Young             | Statele Unite ale Americii | 69,10 | x     | 67,40 | 69,10                    |       |
| 32  | A     | Patrik Hájek           | Cehia                      | 67,36 | 66,30 | 68,77 | 68,77                    |       |
| 33  | A     | Marcin Wrotyński       | Polonia                    | 67,57 | x     | 68,65 | 68,65                    |       |
| 34  | B     | Merlin Hummel          | Germania                   | x     | x     | x     | FM                       |       |
| 34  | A     | Hilmar Örn Jónsson     | Islanda                    | x     | x     | x     | FM                       |       |

### Finala
Finala a început la ora 17:52.
| Loc | Nume                | Țară                       | Rundă | Rundă | Rundă | Rundă | Rundă | Rundă | Cea mai bună performanță | Note |
| Loc | Nume                | Țară                       | 1     | 2     | 3     | 4     | 5     | 6     | Cea mai bună performanță | Note |
| --- | ------------------- | -------------------------- | ----- | ----- | ----- | ----- | ----- | ----- | ------------------------ | ---- |
| 1   | Ethan Katzberg      | Canada                     | 80,18 | 80,02 | x     | 79,82 | 81,25 | 81,11 | 81,25                    | RN   |
| 2   | Wojciech Nowicki    | Polonia                    | 79,14 | 80,70 | 78,94 | 80,83 | 81,02 | 80,36 | 81,02                    |      |
| 3   | Bence Halász        | Ungaria                    | 80,82 | x     | x     | 80,59 | 79,94 | x     | 80,82                    | SB   |
| 4   | Paweł Fajdek        | Polonia                    | 80,00 | x     | 77,06 | x     | x     | 77,99 | 80,00                    | SB   |
| 5   | Mîhailo Kohan       | Ucraina                    | x     | 77,41 | 79,34 | 78,37 | 79,59 | 79,52 | 79,59                    | SB   |
| 6   | Daniel Haugh        | Statele Unite ale Americii | 76,07 | 77,38 | 75,66 | 78,64 | 74,83 | x     | 78,64                    | SB   |
| 7   | Eivind Henriksen    | Norvegia                   | 75,85 | 77,06 | x     | x     | 76,81 | x     | 77,06                    | SB   |
| 8   | Rudy Winkler        | Statele Unite ale Americii | x     | x     | 76,04 | x     | 75,83 | x     | 76,04                    |      |
| 9   | Gabriel Kehr        | Chile                      | 75,99 | 75,54 | 74,24 |       |       |       | 75,99                    |      |
| 10  | Michail Anastasakis | Grecia                     | 74,62 | 73,04 | 75,49 |       |       |       | 75,49                    |      |
| 11  | Adam Keenan         | Canada                     | 74,49 | 73,96 | 72,58 |       |       |       | 74,49                    |      |
| 12  | Diego del Real      | Mexic                      | 72,39 | 71,84 | 72,56 |       |       |       | 72,56                    |      |